# Seiko-Train
『Seiko-Train』（セイコ・トレイン）は、松田聖子のベスト・アルバム。1985年3月6日に発売された。発売元はCBS・ソニー（現・ソニー・ミュージックレコーズ）。

## 概要
帯コピー：春色の汽車に乗って、いま海辺の線路をあなたの街へ、聖子（レコード）、青い海の神秘の舞台、いま気分はマーメイド、聖子（CD)
呉田軽穂こと松任谷由実から提供された全12曲のオリジナル楽曲から10曲が選曲されたコンピレーション・アルバム。副題に ″ユーミン・コレクション″ と冠されている。
LP・コンパクトカセット・CDの3形態でリリースされているが、それぞれ曲順、収録曲が異なっている。CD盤が基本的に発売年ごとにまとまっているのに対し、LP・コンパクトカセットはアトランダムである（下記「関連項目」参照を参照）。
なお、LP・コンパクトカセットは「レモネードの夏」と「マドラス・チェックの恋人」、CD盤では「レモネードの夏」と「秘密の花園」がそれぞれ未収録である。
歌手デビュー20周年記念CD BOX『SEIKO SUITE』（2000年7月5日）では、作曲者別にわけて楽曲が収録されている。うち、Disc 2は松任谷由実・提供曲のみで構成されており、オリジナル提供曲全12曲と、企画盤『金色のリボン』（1982年12月5日）でカヴァーした「恋人がサンタクロース」をプラスした計13曲すべてが収録された。デジタル・リマスタリングにより、音質が当ベスト盤より格段に向上している。
2006年7月19日に発売された74枚組CD BOX『Seiko Matsuda』に、 デジタル・リマスタリング仕様且つLPサイズジャケットにリニューアルされて同梱された。リマスター盤の個別販売はされていない。

## 収録曲

### LP / コンパクトカセット
| 全作詞: 松本隆、全作曲: 呉田軽穂、全編曲: 松任谷正隆 (A-5以外。A-5のみ大村雅朗)。 |                        |        |            |                                      |      |
| #                                                                                 | タイトル               | 作詞   | 作曲・編曲 | 備考                                 | 時間 |
| 1.                                                                                | 「赤いスイートピー」   | 松本隆 | 呉田軽穂   | 8thシングルA面曲（1982年1月21日）    | 3:42 |
| 2.                                                                                | 「秘密の花園」         | 松本隆 | 呉田軽穂   | 12thシングルA面曲（1983年2月3日）    | 3:34 |
| 3.                                                                                | 「小麦色のマーメイド」 | 松本隆 | 呉田軽穂   | 10thシングルA面曲（1982年7月21日）   | 3:39 |
| 4.                                                                                | 「制服」               | 松本隆 | 呉田軽穂   | 8thシングル「赤いスイートピー」B面曲 | 3:42 |
| 5.                                                                                | 「時間の国のアリス」   | 松本隆 | 呉田軽穂   | 17thシングルA面曲（1984年5月10日）   | 4:48 |

| 全作詞: 松本隆、全作曲: 呉田軽穂、全編曲: 松任谷正隆。 |                      |        |            |                                      |      |
| #                                                      | タイトル             | 作詞   | 作曲・編曲 | 備考                                 | 時間 |
| 1.                                                     | 「Rock'n Rouge」     | 松本隆 | 呉田軽穂   | 16thシングルA面曲（1984年2月1日）    | 4:18 |
| 2.                                                     | 「蒼いフォトグラフ」 | 松本隆 | 呉田軽穂   | 15thシングル 両A面（1983年10月28日） | 3:59 |
| 3.                                                     | 「渚のバルコニー」   | 松本隆 | 呉田軽穂   | 9thシングルA面曲（1982年4月21日）    | 3:46 |
| 4.                                                     | 「ボン・ボヤージュ」 | 松本隆 | 呉田軽穂   | 16thシングル「Rock'n Rouge」B面曲    | 4:37 |
| 5.                                                     | 「瞳はダイアモンド」 | 松本隆 | 呉田軽穂   | 15thシングル 両A面（1983年10月28日） | 4:15 |

### CD
| 全作詞: 松本隆、全作曲: 呉田軽穂、全編曲: 松任谷正隆 (M-8以外。M-8のみ大村雅朗)。 |                              |        |            |                                         |      |
| #                                                                                 | タイトル                     | 作詞   | 作曲・編曲 | 備考                                    | 時間 |
| 1.                                                                                | 「制服」                     | 松本隆 | 呉田軽穂   |                                         | 3:42 |
| 2.                                                                                | 「渚のバルコニー」           | 松本隆 | 呉田軽穂   |                                         | 3:46 |
| 3.                                                                                | 「小麦色のマーメイド」       | 松本隆 | 呉田軽穂   |                                         | 3:39 |
| 4.                                                                                | 「マドラス・チェックの恋人」 | 松本隆 | 呉田軽穂   | 10thシングル「小麦色のマーメイド」B面曲 | 3:25 |
| 5.                                                                                | 「赤いスイートピー」         | 松本隆 | 呉田軽穂   |                                         | 3:42 |
| 6.                                                                                | 「Rock'n Rouge」             | 松本隆 | 呉田軽穂   |                                         | 4:18 |
| 7.                                                                                | 「ボン・ボヤージュ」         | 松本隆 | 呉田軽穂   |                                         | 4:37 |
| 8.                                                                                | 「時間の国のアリス」         | 松本隆 | 呉田軽穂   |                                         | 4:48 |
| 9.                                                                                | 「蒼いフォトグラフ」         | 松本隆 | 呉田軽穂   |                                         | 3:59 |
| 10.                                                                               | 「瞳はダイアモンド」         | 松本隆 | 呉田軽穂   |                                         | 4:15 |

## 関連作品
- 聖子・fragrance - タイトルが「セイコ」からはじまるベストの第1弾。1980年・1981年の楽曲から選曲されている。
- Seiko・index - シングルA面コレクション・アンド・モア。1980年から1982年1月までの楽曲から選曲されている。
- Seiko・plaza - 「裸足の季節」から「ガラスの林檎／SWEET MEMORIES」までのシングルコレクション。新曲も収録。
- Touch Me, Seiko - シングルB面曲セレクション。両A面扱いの楽曲も収録されている。
- Seiko・Town - アルバム・ナンバーも含めたベストアルバム。1983年から1984年までの楽曲から選曲されている。
- Seiko・Avenue - クリスマス・アルバムや出演映画のサントラ盤収録の楽曲を集めたレア・トラック・コレクション。
- Seiko Box - シングル・アルバムを全60曲収録した4枚組大全集。
- Seiko Monument - 「裸足の季節」から「Marrakech」まで、シングルA面コレクションCD2枚にエキストラ・ディスクが付いた計3枚組。